# Stéréomicroscope

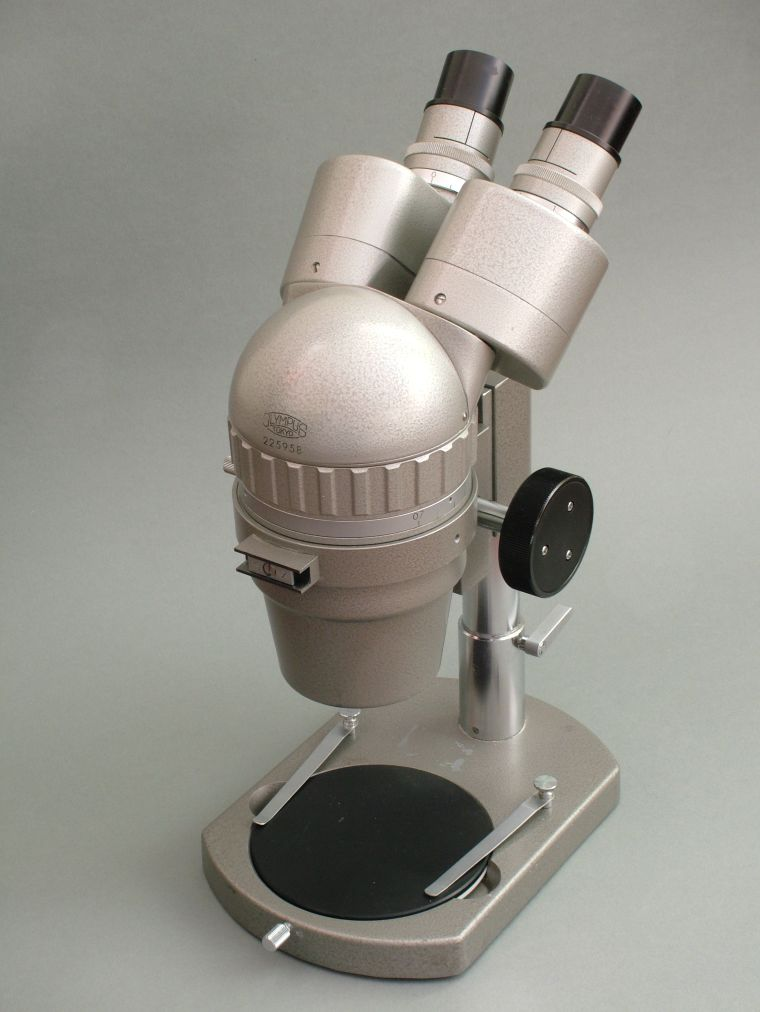
Un stéréomicroscope Olympus.

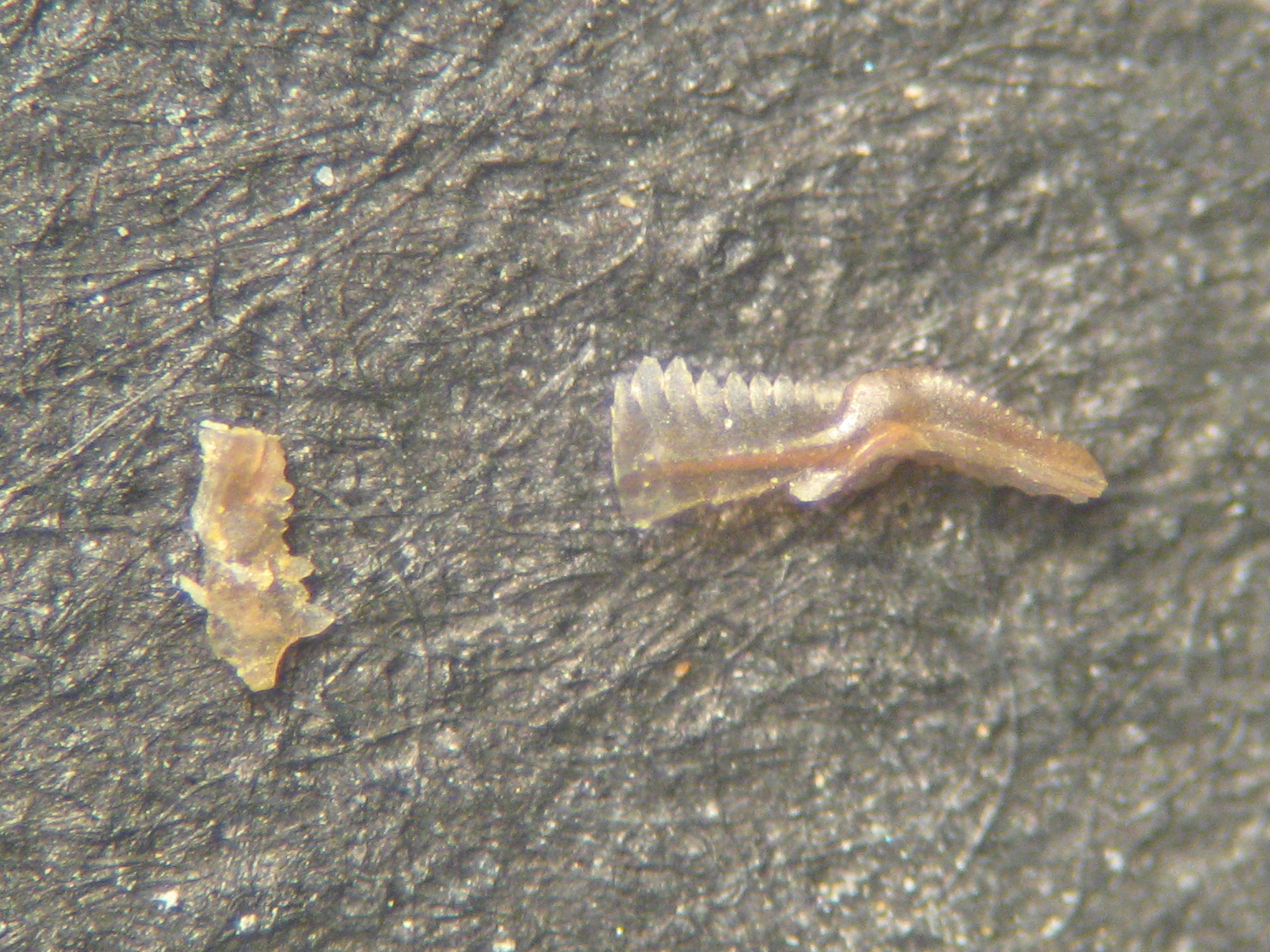
Photographie de conodontes prise à la loupe binoculaire.

Le stéréomicroscope, ou microscope stéréoscopique, est un type particulier de microscope optique destiné en priorité à l'observation à faible grossissement avec un éclairage par-dessus et non en travers. 
Utilisé avec les deux yeux il permet surtout la perception stéréoscopique, en relief, de petits sujets. Il est aussi appelé loupe binoculaire.

## Construction
Un stéréomicroscope se compose en fait de deux microscopes accolés pour fournir deux images de l'objet, une pour chaque œil. Chaque image est redressée par un dispositif particulier qui n'existe pas dans un microscope classique. Cela permet une vision en relief de l'objet.  
Il existe deux types principaux de construction de stéréomicroscopes :
- dans l'un dit Greenough, il y a deux objectifs primaires ;
- dans l'autre, un gros objectif central commun est utilisé et les deux images ne sont séparées que par deux oculaires différents.

## Remarque
Le stéréomicroscope ne doit pas être confondu avec un microscope équipé d'une tête binoculaire. Ce dernier ne fournit que deux images identiques, avec un rendu « plat ». 
Il faut éviter la confusion également avec un macroscope. Ce néologisme, à ne pas confondre avec le titre du livre de J. de Rosnay, est tiré de l'allemand Makroskop créé par les firmes Leica/Wild. Ces appareils ressemblent beaucoup à un stéréomicroscope mais il s'agit de  microscopes de faible grossissement et destinés à la réalisation d'images de qualité en épiscopie. Ils ne fournissent pas non plus d'images 3D.